# Kuta Trieng (Labuhan Haji Barat)
Kuta Trieng is een bestuurslaag in het regentschap Aceh Selatan van de provincie Atjeh, Indonesië. Kuta Trieng telt 2323 inwoners (volkstelling 2010).